# Jack in the Box
Jack in the Box er en amerikansk fastfood restaurant grundlagt af Robert O. Peterson i 1951 i San Antonio, Californien, hvor den stadig har hovedkvarter i dag. I alt har kæden 2.200 steder, der primært betjener den amerikanske vestkyst. Noget af deres mad som de poster omfatter Jumbo Jack, kartoffelbåde og Ultimate Cheeseburger. Selskabet drev også Qdoba Mexican Grill kæden, indtil den blev frasolgt i december 2017.